# 東京皇帝☆北条恋歌
『東京皇帝☆北条恋歌』（とうきょうこうてい ほうじょうれんが）は、竹井10日による日本のライトノベル。イラストは要河オルカ（11巻以降は高階@聖人）が担当している。角川スニーカー文庫（角川書店→KADOKAWA）より2009年1月から2014年4月まで刊行された。「みんなで選ぶベストラノベ2011」では総合部門で8位を獲得している。
月刊コンプエース』（角川書店）より綾見ちは、云熊まくによるコミカライズが連載された。

## ストーリー
北西は奥多摩から、東は江戸川区、南には伊豆・小笠原諸島にまで広がる独立国家・東京帝国。北条恋歌はその東京を治める第3代東京皇帝であった。ある日、友人である宰相・南徳原来珠に連れられて、来珠の婚約者・西園寺一斗のいる皇泉学園に編入することになる。これに元帥・東小路ゆかり子も加わり、一斗の日常は変わっていくのだった。

## 登場人物

### 主要人物
西園寺一斗（さいおんじ かずと） / 北条皇斗（ほうじょう こうと）
本作品の主人公。親は枢密院勤務。g適性の保持者。バスケットボールが得意。
感情の起伏が少なく、状況に流されやすい性格で自分に何の才能もないことにコンプレックスを抱いているが、物語の進行と共に成長し、主体性を持って行動するようになった。また恋愛沙汰には疎いものの、自分に好意を向ける女性達の想いに応えようとする。この他、変人揃いの周囲の中で比較的常識人でツッコミ役に回る場面が多いが、前述の流されやすさや天然的な言動で逆に突っ込まれる事も。
怪蟲との最終決戦にて「局所限定時空崩壊砲」を起動させた反動で2028年にタイムスリップする。そこで真実を知り、東京リベラルのクーデターを指揮して東京帝国を建国する（この際に花恋と結婚して「北条皇斗」と改名している）。その後、未来からやって来た恋歌や衛梨珠と会い、現代に帰還する為に行動する。帰還後は変容した世界の謎を探る。
北条恋歌（ほうじょう れんが）
東京帝国第3代皇帝にして皇帝部部長。普段は「凛々しく気品あふれる皇帝」として振舞っているが、素では天然的な言動が目立つゆるキャラで、素を知る来栖は「ゆるゆる皇帝」と称している。それ故に何事にも動じない芯の強さを見せる。幼い見た目に反し隠れ巨乳でもある。
一斗とは作中で度々血縁関係にある事が示唆されるものの、変わる事無く好意を抱き続ける。来珠やゆかり子とは長年の親友であり、一斗を巡ってのライバルでもある。
怪蟲との最終決戦後、未来からやって来た衛梨珠と共に過去へ跳び、一斗と再会する。
名前は恋歌と書き「れんか」と読まれがちだが、本当は「れんが」と読む事が最終巻で明かされた。
南徳原来珠（みなみとくはら くりす）
東京帝国第2代宰相。その政治手法から「魔神宰相」の異名を持つ。一斗とは許婚だが、物語中盤にて破棄している。
典型的なツンデレでわがままな性格だが、ナイーブな一面も持つ。一斗に好意を抱いており、彼に近づく女性に対して非常に攻撃的になったり、彼の言動に一喜一憂する。
新世界での設定
皇泉学園の2年生・保健副委員長となっており、一斗や恋歌達との関係は無くなっている。
旧世界で最終決戦前に一斗から渡されていた指輪を嵌めていた事から、新世界と旧世界の関係が明らかとなる。
愛歌に見込まれて、宰相職に就く。また進化の塔が見えていた事から新生皇帝部に加わる。
東小路ゆかり子（あずまこうじ ゆかりこ）
東京帝国第2代軍司令長官、階級は元帥。その戦歴と戦功から「軍神」、「龍神」とまで称されている。一斗達より年上だが、同じクラスに編入させられている。
一斗を強く意識しているが、恋愛に疎く、修羅場となると腹痛になる為、一斗争奪戦にはあまり積極的ではない。
実家は「龍鳳無双流」という剣術の道場を営んでいる。
新世界での設定
皇泉学園の3年生・高等部の生徒会長となっている。一斗とは幼馴染で、彼から告白されて恋人になる。
恋歌達との関係が変わっている為、一斗への独占欲や彼に近づく女性達への敵意をあらわにする。
愛歌に見込まれて、新世界の東京帝国軍司令長官だった榊卓真（さかき たくま）の後任に起用される。

### 関係者
西園寺夕鶴（さいおんじ ゆづる）　
一斗の妹で皇泉学園・高等部の生徒会長。「兄さえ絡まなければ人格者」と評されているだけあって、成績優秀であり、一斗達より2学年上。
兄に対して恋愛感情を抱いており、彼に近づく女性に対しては非常に攻撃的になる。来珠とは犬猿の仲である。
新世界での設定
皇泉学園の1年生で一斗と同じクラスとなっており、演劇部に所属している。
連風美文（れんぷう みふみ）
一斗の親戚。皇居のメイド長にして枢密近衛隊士。「フミさん」の通称で親しまれ、その性格から皆から姉のように慕われている。一斗に想いを寄せている様子が見られる。
メイドとしての能力は高く、様々な特殊技能を持っているが、そそっかしい一面もあって失敗することも多い。
新世界での設定
皇泉学園・1年A組の担任で保健体育の教師。白衣の下にメイド服を着用している。
愛藤四菜（あいとう しいな）
東京帝国軍4021部隊所属の中尉で機動魔法兵のパイロットにして「愛籐しぃな」という芸名でモデル業もこなす皇泉学園の生徒。
基本的にお調子者だが、空気を読む程度の思慮は持ち合わせている。ひょんなことから知り合った一斗を気に入り、積極的なアプローチを繰り返すようになる。その反面、純情な一面もある。
性能限界を超えて機体の能力を引き出すことが出来るz適性の保有者であり、高度な操縦技量を有することからエースパイロットとして名を馳せている。
新世界での設定
所属が1年A組に変わっており、夕鶴（新世界）曰く「一斗とは仲が悪かった」と語っている。
一斗や恋歌がやってくる直前に失踪し、機動魔神兵の頭脳にされていた。解放後は旧世界の記憶を取り戻しており、新生皇帝部に参加している。
国士りせ（こくし りせ） / リセエール・ファインストライカー
一斗と夕鶴の親友。聖デルタ王国・アヴァロン魔導師団に所属する魔導師で、皇泉学園の生徒。
世話焼きな性格で周囲からはお母さん扱いされており、その度に「誰がお母さんなのよ！？」と返すのがお約束となっている。語尾に「なのよ」「～のよ」と付けるしゃべり方が特徴。
2年前に怪蟲との戦闘に遭い、異世界に飛ばされ、御劔達と出会う。後に九州生徒会自治区へスパイとして派遣された時に一斗達と再会した。怪蟲との最終決戦の直前に魔界へ出征しており、世界の変容の影響を受けなかった。
撥台雫（はつだい しずく）　
一斗のクラスメイト。寡黙な性格でいつも恋歌達と行動を共にしている。八田や四菜から「お雫（シズ）さん」と呼ばれている。
読書家で常に分厚い本を愛読している（しかも、ジャンルはかなり偏っている）。
新世界での設定
所属クラスが1年A組でなくなり、女子バスケ部に所属している。
恥ずかしがり屋ながら明るい性格に変わっている。また一斗に好意を抱いている。
西園寺愛梨珠（さいおんじ ありす）
恋歌の不在時に政権を奪取し、第4代東京皇帝を僭称した少女。
実は恋歌の復権を目的に、恋歌、来珠、夕鶴の遺伝子を素に作られたホムンクルスであり、来珠を更に凶悪にした性格で一斗に病的に愛情を向ける。
騒動終結後は時折、一斗達に協力している。
門前早苗（もんぜん さなえ）
宰相府における来珠の先輩。柔和な性格で天然的な言動が目立つものの、16歳での宰相府入りを果たした実力者。
戦争中に死亡した第一秘書官・平和島勲（へいわじま いさお）の後任として来珠を支え、戦後は宰相代理を務めている。
新世界での設定
皇泉学園の3年生・保健委員長となっている。
来珠の宰相就任後は第一秘書に起用された。
西園寺衛梨珠（さいおんじ えりす）
一斗達の居る世界と異なった時間軸の世界の一斗と来珠の娘。g適性の保持者の一人。暢気な性格だが、父親同様、状況に流されやすく、また優秀な兄弟と比較して何の才能も持たない自分に劣等感を抱いている。
失踪した父を探す為、帝国歴98年から過去へ向かう途中で、もう一つの時間軸の帝国歴83年に出現する。その後、恋歌と共に帝国歴1年へと向かい、一斗と対面を果たす。帝国歴83年に向かう途中で、一斗や恋歌とはぐれ、消息不明となる。
平千福（たいら ちふく）
漫画版オリジナルキャラクター。新潟自治領の領主の娘で東京帝国に留学してきた。
気弱な性格で人見知りする事が多いが、皇帝部に加入した後、次第に一斗に好意を抱くようになる。

### 九州生徒会自治区
椿姫子・EE・インフェルノ（つばきひめこ・EE・インフェルノ）
九州生徒会自治区・生徒会長。外見は若い少女だが、相当な年数を生きており、皇斗や花恋達と面識がある。飄々とした性格で京都弁（に近い訛り）で話す。g適性保持者の一人。
亡命した一斗達を受け入れ、後を追ってきた来珠達にも助力したが、クィニスとの対立により、事態を混乱させてしまった。結晶化人間の事件の解決に奔走し、g適性の力を使い切って死亡。
過去で登場した際には過去の記憶を失っていることと共依存の傾向があることが語られた。またこの頃にg適性を得たことが示唆されている。
新世界での設定
救世機関探求部の部長として登場。名が「椿姫子・EZ・インフェルノ」と変わっている。
一斗が去った後も、彼に好意を抱き続けており、そのまま皇子郎に仕えたが、世界改変の影響でより帝国歴77年以前の記憶を失う。
まおん（シャルロット）の手で記憶を取り戻すも、一斗との距離感に苦悩し、シャルロットの眷属となってしまう。
クィニス・ヤハウェ
九州生徒会自治区・自治委員長（結晶化人間の事件後は生徒会長）。鷹揚な性格だが、傷つきやすい。g適性保持者の一人。
兄を愛人にして死なせたインフェルノを憎んでおり、兄の復讐を果たそうとしている。その為、恋歌と来珠の対立に巻き込まれた時には恋歌を支持して、インフェルノ側についた来珠と対峙した。ただ結晶化人間事件の際にインフェルノの真意を知らされた後は憎悪が消えたのか、彼女の死を惜しんでいた。
新世界での設定
皇泉学園の2年生・環境委員長。旧世界の記憶を保持しており、ネオ東京リベラルの一員となっている。
マインリュニア・ハインライン
クィニスの副官にして恋人であり、彼女を公私の両方でサポートする。
新世界での設定
皇泉学園の2年生・環境副委員長。旧世界の記憶を保持しており、ネオ東京リベラルの一員となっている。
国士りせ（こくし りせ） / リセエール・ファインストライカー
外務委員長。#関係者を参照。

### 聖デルタ王国
巴御劔（ともえ みつるぎ） / ウィガレム・オーヴァーロード
乙女銃士隊の本来の主である聖デルタ王国の君主・聖騎士王で八坂原機関の特殊特務局局長。北条家同様、古代から存在する「12聖王家」の末裔でもある。皇斗とは友人同士で、東京帝国建国にも関わっていたとされ、東京皇帝の即位や継承に関与できる権限を与えられている。自由奔放な性格で普段は月に滞在している。
愛する女性と殺し合う宿命を背負っており、その因果を断ち切ろうと「12聖王家」の末裔達の力を集めている。
同作者の作品『ポケロリ』の主人公と同姓同名で、度々関連があるように描かれている。
新世界での設定
皇子郎の後見人として、その治世を見守っていた事が語られる。怪蟲殲滅作戦の失敗後、花恋と皇子郎を救出し、世界を修正する為、皇泉学園の生徒「山風忍（やまかぜ しのぶ）」と名乗り、救世機関探求部を立ち上げるも、行方不明となる。
一文字満貫（いちもんじ まんがん） / セルヴァーン・クレッツベルン
特撮番組「学園起動ディノラディオン」主演を務める学生俳優で皇帝部部員。正義を愛する熱血漢で常に叫ぶような喋り方をする。
正体は御劔の部下にしてデルタ聖騎士団の頂点に位置する「七剣神」の一人「黒騎士（ブラックナイト）」で、御劔の命により、東京帝国に潜入している。
璃貴フロスト・ホワイト（りき フロスト・ホワイト）
「七剣神」の一人でデルタ聖騎士団団長。白髪の青年で白い服を好んで着ている。クールな性格だが、御劔とは長い付き合いで彼の前ではフランクな一面を見せることも。
過去において御劔共々、一斗に力を貸す。
カナート・ハイパー
「七剣神」の一人にしてアヴァロン魔導師団の最高魔導顧問。男性に興味を持ち、男の尻を触る悪癖がある。
帝国歴98年に一斗の子供達の前に現れ、エニグマ三式を授ける。
新世界での設定
皇子郎の魔術の師となっていた事が語られる。怪蟲殲滅作戦の失敗後、救世機関探求部の部員「天道鐘人（てんどう かなと）」として御劔と共に進化の塔を探り、行方不明となる。
東雲十狼佐（しののめ じゅうろうざ） / ルシェ・アンチスペル
デルタ聖騎士団の騎士にして、枢密近衛隊士・帝国宇宙軍特務大尉。天界出身であり、元々は天帝として君臨していた。
オッドアイであり、右眼に魔法を無効化する力が宿っているが、その力が強すぎる為、普段は眼帯を着用して封じている。話す内容を字幕のように空気中に投影してコミュニケーションをとるが、本当は普通に話せる。
多重人格者であり、主人格たる十狼佐とルシェの下、それぞれの人格が役割を担っている。
東雲（しののめ）
東雲十狼佐の14番目の人格。恥ずかしがり屋で内気な性格。
人格の中で役に立たないとされ、他の人格と統合される事が決定していた。最期の時を過ごしていた頃に、愛梨珠の一件で記憶喪失となった一斗と出会う。同じ様に消える運命だった彼と共感し、惹かれあう。
新世界での設定
旧世界の愛梨珠の一件後、消息不明となっていたが、進化の塔の最深部の門番の一人として一斗達の前に現れる。

### 怪蟲（ウェポン）
八田雪絵（はった ゆきえ）
2028年の東京リベラルのメンバー。のんびりかつやや弱気な性格だが、芯は非常に強く、時折、鋭い洞察力を見せる。一斗から冷たい態度をとられるも、めげる事無くに彼に好意を抱き続ける。
東京リベラルのクーデター後に起きた事件の影響で怪蟲の女王となってしまう。
新世界での設定
2029年当時の姿を保ったまま、眠りについていたが、帝国歴82年に目覚める。後に皇泉学園の1年A組に編入する。
世界の変容により、怪蟲から聖蟲になっている。また旧世界に登場した怪蟲の女王が雪絵とは別の個体として登場している。
エニグマQ式（エニグマ・クィーン）
旧世界の怪蟲の女王がエニグマ一式と融合した存在。
八田健太（はった けんた）
雪絵の弟で皇泉学園・1年A組所属。快活で人懐っこい性格。
正体は人型・男性型（メルツェルタイプ）の怪蟲であり、最終決戦時に正体を現す。
東京リベラルのメンバーによると2018年頃にテロで母を亡くし、自身もまたその際の負傷で10年近く昏睡状態に陥っていた事が語られる。
新世界での設定
Q式に苦戦する一斗に召喚される形で登場。
リセ
人型・女性型（コッペリアタイプ）の怪蟲の少女。名前を持たず、上記の「国士りせ」に因んで一斗にリセと命名される。
語尾に「なのだよ」と付ける特徴的なしゃべり方をする。大食漢であり、食べ物を要求することが多い。
不可思議な能力を有しており、来珠と恋歌の精神と身体を交換した。
入れ替わり騒動の後、もう一体の人型・女性型との戦いで一斗達を庇い、生死不明となっていたが、16年後の帝国歴98年に一斗の子供達の前に現れた。

### 異界の人物
真田武彦（さなだ たけひこ）
経団新連の会長を務める青年。世界に関係する事柄に通じている。
新世界での設定
ある程度ながら、旧世界の記憶を取り戻しており、一斗達を支援している。
冥界軍副司令でもあり、真田流水泳術を駆使して戦う。
シャルロット・ホーリィ / 天后まおん（てんごう まおん）
魔界を支配する大魔王。表向きの顔は魔法少女福祉機構の事務局長。歪んだ価値観の持ち主。
御劔や「七剣神」に匹敵する実力者で、眷属が殺した人間の魂を吸収した数だけ魂の残機を持ち、傷を受けてもそれを消費する事で復活する能力を持つ。
長い間、聖デルタ王国と戦い続けて、魂の残機を限界まで使い果たした状態にまで追い詰められるも、新世界へ逃亡。そこでインフェルノを眷属にして、再起を図る。

### 2028年の人物
北条花恋（ほうじょう かれん）
東京帝国の初代皇妃。恋歌の祖母であり、性格や容姿が恋歌と似ている。
一斗に好意を抱いており、彼を精神的に支えた。恋歌や衛梨珠の来訪後、真実を知り、一斗達を未来へと送り出した。
新世界での設定
一斗達を送り出した後、コールドスリープについており、帝国歴82年で進化の塔を探っていた一斗達と再会を果たす。
目覚めた後は皇泉学園の初等部に編入。
宇堂二郎（うどう じろう）
東京リベラルのリーダー。建国後は初代の東京帝国軍司令長官となり、70年以上帝国軍を指揮した。帝国暦82年時点では予備役元帥。
体育会系的な性格で血気にはやる面がある。
歴戦を潜る内に身体をサイボーグ化している。
新世界での設定
旧世界の記憶を取り戻した者達を集めて、ネオ東京リベラルを結成している。また皇子郎の親代わりとなり、養育していた事が語られている。
血気盛んな面は変わらないが、駄洒落を言ったり、恋歌の奇行に突っ込んだりと軽い一面を見せる。
連風孝文（れんぷう たかふみ）
美文（未来）の祖父。2028年当時は妹の美文（過去）と共にスラム化した渋谷に在住していた。
帝国建国後、皇斗の侍医となり、遺伝子工学の科学者としてg適性の研究を行っていた。芸術家でもあり、国宝「マルタの三鷹」を創作した。
連風美文（れんぷう みふみ） - 過去
孝文の妹で美文（未来）の大叔母。花恋の友人。
花恋に連れられてボランティア活動に来ていた一斗と仲良くなる。しかし、何者かに惨殺されてしまい、一斗にクーデターを決意させるきっかけとなった。
北条皇子（ほうじょう おうじ）
花恋の祖父にして恋歌の高祖父。元政治家で引退した後も各界への影響を及ぼすだけの力を持つ。タイムスリップして居場所の無かった一斗を使用人として雇う。
たった一人の身内である花恋を気にかけており、当初は反政府運動に否定的だったが、一斗に説得されて東京リベラルに参加。怪蟲出現後に持病が悪化し、一斗達に後事を託して亡くなった。
嶺上（みねうえ）
北条家に仕える初老の執事。

### 新世界で登場した人物
エニグマ二式（エニグマ・マークツー）
進化の塔の番人を務める機動魔法兵。一式や三式と異なり、人間の少女の姿となっている。
一式同様、一斗の専用機として造られており、彼を「マスター」と呼んで慕っている。
多種多様な技と装備を持ち、「局所限定時空崩壊爆弾」を内蔵している。
近衛科良（このえ あきら）
救世機関探求部の部員にして八坂原機関の一員。皇泉学園の2年生で来珠やクィニス、ハインラインと同じクラス。
世界の変容の影響を受けなかった事から、進化の塔の謎を追う。
北条愛歌（ほうじょう あいか）
新世界での第3代東京皇帝。即位して以来、第三皇宮・帝庁トライタワービルに篭り、人前に姿を見せない。
恋歌の母親と同姓同名。
北条皇子郎（ほうじょう おうじろう）
新世界での第2代東京皇帝で愛歌の曽祖父。皇斗（一斗）と花恋の子として、北条皇子から作り出されたクローン。
一斗達が未来へ帰った後、御劔の手で生み出され、第2代皇帝に即位。御劔やカナートに後見され、70年近く在位した後、崩御したとされていたが、実際には帝国暦77年に怪蟲殲滅作戦を行い、怪蟲と機動魔法兵を進化の塔に封じ込めるも、その代償として自身も塔内に幽閉されていた。
子や孫に先立たれており、幼い曾孫の愛歌には幸せになってもらいたいと願っている。

## 用語
帝国歴
東京帝国の暦。建国した西暦2029年を帝国歴1年とする。
皇帝部
皇泉学園に転入後、クラブ活動に興味を覚えた来珠が立ち上げた部。活動内容は不明。
新世界では救世機関探求部の新しい名称として用いられている。
怪蟲（ウェポン）
原始的な昆虫のようであり、バージエスモンスターを彷彿させる姿をした生命体。
それぞれの特性により様々な呼び名がなされ、強行突撃型・甲種（エスカリボルグタイプ）、強行突撃型・乙種（ニヨルミルタイプ）、中距離戦闘型・甲種（ロンギヌスタイプ）、人型・男性型（メルツェルタイプ）、人型・女性型（コッペリアタイプ）等々の種類がある。
元はウェポン・ウイルス（後述）に感染した人間がDNAを変質させられ、変身したものであるが、この事は帝国内では秘匿されている。
新世界では人類と共存する「聖蟲（アームズ）」と呼ばれる存在に変化している。
ウェポン・ウイルス
旧政府が極秘裏に製造していた細菌兵器。DNAを変質させて、死に至らしめるとされる。
帝国建国時の混乱で流出したが、突然変異により、感染者を怪蟲に変えるウイルスとして世界中に蔓延した。
機動魔法兵（エーテルムーバー / きどうまほうへい）
東京帝国軍の主力兵器。全高10m前後の巨大な人型兵器であり、機動魔法兵器の性能は、火力、装甲、機動性、空戦や海中戦も行える汎用性などに特化している。東京帝国建国直前に造られ、聖デルタ王国から貸与された。
様々な種類が存在し、有人機はウィッチ級（量産型）とビショップ級（改修型）に、無人機はウィザード級とウォーロック級に分かれている。
新世界では人類と対立する「機動魔神兵（アストラルムーバー）」と呼ばれる存在に変化しており、有人機には旧世界でその機のパイロットだった人間が乗り込んでいる。
摩訶（エニグマ）
西園寺一斗専用機動魔法兵。g適性を持つ者の専用機として作るよう、北条皇斗が巴御劔に依頼した。
時空崩壊を引き起こす作用を持つ「局所限定時空崩壊砲」を搭載している。時空崩壊の作用で怪蟲の生命活動を停止させる上に、また人間に戻すことができる。
後に後継機にあたる人型機動魔法兵の二式や時間移動機能を搭載している三式が登場している。キャラクターとしての二式の詳細は#新世界で登場した人物を参照。
乙女銃士隊（おとめじゅうしたい）
聖デルタ王国から派遣された皇帝直下の部隊。個々の戦闘能力・諜報技能・特殊任務遂行能力が優れており、機動魔法兵に並ぶ軍事力として扱われている。
局長・副局長の下、12の隊に別れており、隊長・副隊長には騎士の称号が与えられている。隊によって制服が異なり、メイド服やセーラー服等を着ている。
レモンの名に連なる者達
乙女銃士隊の上部組織。御劔不在時の銃士隊の指揮を行う。
全員が銃士隊の故郷にちなんだ「レモン」の名を持つ。
適性・特殊適性因子
機動魔法兵のパイロット適正の度合いを指した言葉。適性の中には特殊適性と呼ばれる物があり、特殊適性因子を持つパイロットは特殊パイロットと呼ばれる。
後述のg適性を除いて特殊適性因子は遺伝によって受け継がれており、親子で同じ因子を保有する。
g適性
別名ジェンマに愛されし者。現在、この適正の持ち主と断定されている者は西園寺一斗とその子供達、椿姫子・EE・インフェルノ、クィニス・ヤハウェ。
この適性は遺伝でなく、死に瀕した時に「アレ」と呼ばれる存在と取引をして仮初めの命と共に与えられる。
この取引をした者は授受者と呼ばれ、その運命を何者かに何かと引き換えに託された者は継承者と呼ばれる。インフェルノは前者であり、クィニスは後者である。
12聖王家（じゅうにせいおうけ）
古代に存在した12人の王の末裔達。作中では北条家や巴御劔（ウィガレム・オーヴァーロード）が該当する。
御劔によると不可思議な力と旧い盟約を受け継ぐとされる。
八坂原機関（やさかはらきかん）
異世界の侵略者から日本を守ってきた護国組織。
神代から存在しているが、近代の時点では隠匿されており、一部の政治家が知るのみだった。

## 主な舞台
東京帝国（とうきょうていこく）
北西は奥多摩から、東は江戸川区、南には伊豆・小笠原諸島にまで広がる独立国家。
東京皇帝（とうきょうこうてい）
東京帝国の国家元首。立法・行政・司法・軍事・民生の全てを支配する権限を持つ。北条家が代々継承している。
本編開始時の皇帝は3代目にあたる北条恋歌。
東京リベラル（とうきょうリベラル）
東京帝国の前身となった自由結社。西暦2029年に東京帝国を建国する。
新世界では後継組織「ネオ東京リベラル」が登場する。
皇泉学園（おおいずみがくえん）
帝国立の学校。初等部、中等部、高等部と別れた進学校であり、飛び級制度がある。
帝国建国を記念して設立されており、帝国屈指の学力を誇っている。
九州生徒会自治区（きゅうしゅうせいとかいじちく）
東京帝国より西南西へ約1000km離れたところに位置する国家。一斗達が亡命した筑紫島学院があり、筑紫島学院およびその周辺（博多あたり）が国土である。筑紫島学院の生徒会が国家を運営し、生徒会長が国家元首。会長の任期は1期5年。
亡命者や国を失った者を積極的に受け入れており、学業や訓練を積ませている。
名阪防衛戦線（めいはんぼうえいせんせん）、蝦夷城塞都市（えぞじょうさいとし）
名前のみ登場。この他、ニューヨークやロンドン、バチカンにも人類側の勢力が存在する事が語られている。
新潟自治領（にいがたじちりょう）
漫画版オリジナルの国家。領主が国家元首。
「百年に一度鬼が現れて領主の娘を攫う」という伝承があり、日本地図にダーツの矢を投げ当たった地域の人間の元に嫁ぐ対策が行われている。
聖デルタ王国（せいデルタおうこく）
異次元に存在する国家。国家元首は巴御劔。
才能ある人材に恵まれており、デルタ聖騎士団やアヴァロン魔導師団といった精鋭部隊を抱えている。
過去世界（かこせかい）
一斗が飛ばされた過去の時代を指す呼び名。後述の新世界はこの世界の歴史を元に構築されている。
新世界（しんせかい）
一斗達が帰還した後の世界の呼び名。作中ではそれ以前の世界を「旧世界」と呼んで区別している。
帝国歴77年に皇帝・北条皇子郎が発案した対怪蟲殲滅計画の失敗により発生。その際、膨大な魔力の暴走により人々は記憶を歪め、怪蟲と機動魔法兵を聖蟲や機動魔神兵にその性質を変質させた。
進化の塔（しんかのとう）
新世界の皇泉学園に存在する不可視の塔。617階以上の高層建築物であり、塔内は迷宮になっている。
御劔やカナートによると「試練の塔」であり、彼らのいた世界にも存在していた事が語られている。
救世機関探求部（きゅうせいきかんたんきゅうぶ）
皇泉学園の部の一つで進化の塔を探る集団。登場時はインフェルノと近衛が在籍していた。一斗や恋歌、雪絵の加入後、機動魔神兵のパイロット達も加わり、最終的には100人以上の大所帯となる。
活動内容から評判が悪く、廃部にされかけたが恋歌の発案で、皇帝部に改称した。

## 既刊一覧

### 小説
- 竹井10日（著）・要河オルカ（イラスト、10巻まで）・高階@聖人（イラスト、11巻以降） 『東京皇帝☆北条恋歌』 角川書店→KADOKAWA〈角川スニーカー文庫〉、全13巻
  1. 2009年2月1日初版発行（1月31日発売[23]）、ISBN 978-4-04-471206-8
  2. 2009年6月1日初版発行（5月30日発売[24]）、ISBN 978-4-04-471207-5
  3. 2009年10月1日初版発行（9月30日発売[25]）、ISBN 978-4-04-471208-2
  4. 2010年1月1日初版発行（2009年12月26日発売[26]）、ISBN 978-4-04-471209-9
  5. 2010年5月1日初版発行（4月28日発売[27]）、ISBN 978-4-04-471210-5
  6. 2010年8月1日初版発行（7月31日発売[28]）、ISBN 978-4-04-471211-2
  7. 2010年11月1日初版発行（10月30日発売[29]）、ISBN 978-4-04-471212-9
  8. 2011年4月1日初版発行（3月31日発売[30]）、ISBN 978-4-04-471213-6
  9. 2011年8月1日初版発行（7月30日発売[31]）、ISBN 978-4-04-471214-3
  10. 2012年10月1日初版発行（9月29日発売[32]）、ISBN 978-4-04-471215-0
  11. 2013年8月1日初版発行（同日発売[33]）、ISBN 978-4-04-100937-6
  12. 2013年12月1日初版発行（同日発売[34]）、ISBN 978-4-04-101116-4
  13. 2014年4月1日初版発行（同日発売[35]）、ISBN 978-4-04-101298-7

### 漫画
- 竹井10日（原作）・要河オルカ（キャラクター原案）・綾見ちは（作画）・云熊まく（作画） 『東京皇帝☆北条恋歌』 角川書店〈角川コミック・エース〉、2010年11月20日発売[36]、ISBN 978-4-04-715573-2